# Koptowie
Koptowie (arab. ‏أقباط‎ Akbat) – grupa etniczno-religijna, ogólne określenie wiernych Kościołów koptyjskich: ortodoksyjnego Kościoła koptyjskiego i Kościoła katolickiego obrządku koptyjskiego. Słowo kopt pochodzi od arabskiego qibt, będącego zmodyfikowaną i skróconą wersją greckiego aigyptos, bez pierwszej i ostatniej sylaby. Koptyjski jest ostatnim stadium języka rodowitych mieszkańców Egiptu, zapisywanego niegdyś hieroglifami, a od III w. n.e. – alfabetem greckim. Ortodoksyjnych koptów jest około 11,2 mln, głównie w Egipcie, duża część w diasporze w Europie Zachodniej i w Ameryce Północnej, niewielka liczba w pozostałych krajach Lewantu. Liczbę wiernych Kościoła koptyjsko-katolickiego określa się na około 210 tys. (wyłącznie w Egipcie).

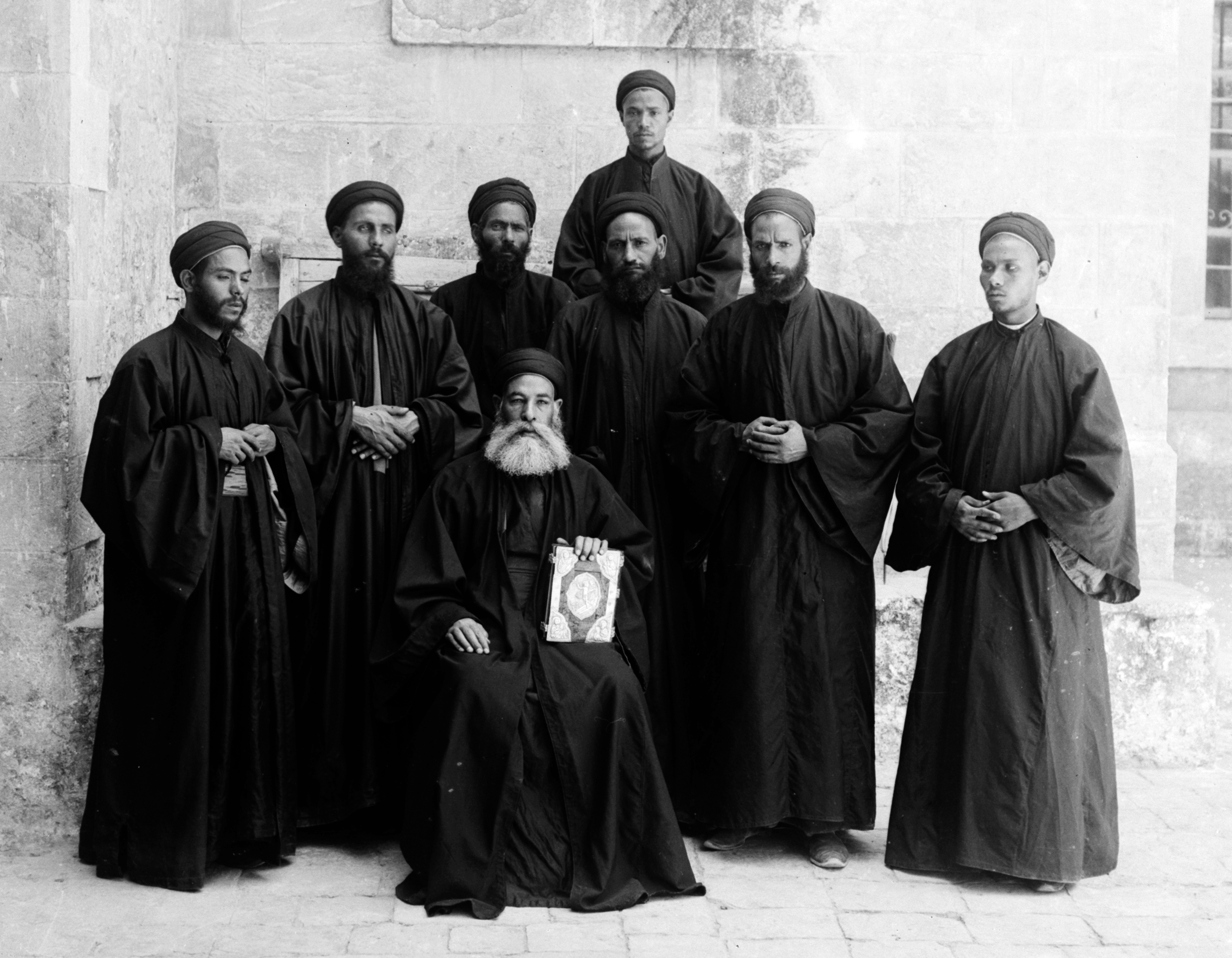
Koptyjscy mnisi, ok. 1905

Koptowie, choć są potomkami tubylczych ludów Egiptu, zamieszkujących ten kraj przed muzułmańskim podbojem, na co dzień posługują się językiem arabskim, jednak językiem liturgicznym pozostaje koptyjski. Od całkowitej asymilacji uchronił ich system władzy publicznej imperium osmańskiego, w którym rządzili się własnymi prawami jako odrębna grupa wyznaniowa (tzw. millet). Od czasów pojawienia się w Egipcie fundamentalistów muzułmańskich koptowie podlegają prześladowaniom, których szczyt, jak się wydaje, przypadał na lata 70. XX wieku.
Niekiedy mianem koptów określa się również wiernych ortodoksyjnych Kościołów Etiopii i Erytrei. Nie używa się natomiast tego określenia wobec zamieszkałych w Egipcie wiernych prawosławnego patriarchatu aleksandryjskiego.
Koptów w Egipcie można rozpoznać po wytatuowanym na przedramieniu krzyżu.
W Polsce nabożeństwa koptyjskie są odprawiane średnio raz w miesiącu w sobotę o godzinie 8 w prawosławnej kaplicy św. Męczennika Archimandryty Grzegorza w Warszawie przy ul. Lelechowskej 5.